# Leptobatopsis nigra
Leptobatopsis nigra är en stekelart som beskrevs av Joseph Augustine Cushman 1933. Leptobatopsis nigra ingår i släktet Leptobatopsis och familjen brokparasitsteklar. Utöver nominatformen finns också underarten L. n. immaculata.